# SSG 82狙擊步槍
82型狙擊步槍（德語：Scharfschützengewehr 82，簡稱：SSG 82），是由德意志民主共和國（東德）研製的栓動式狙擊步槍，發射蘇聯研製的5.45×39毫米小口徑步槍子彈。該槍是專門針對警察和特種部隊用於反恐用途而特別開發，亦是少數地使用小口徑步槍彈的狙擊步槍。

## 設計特徵

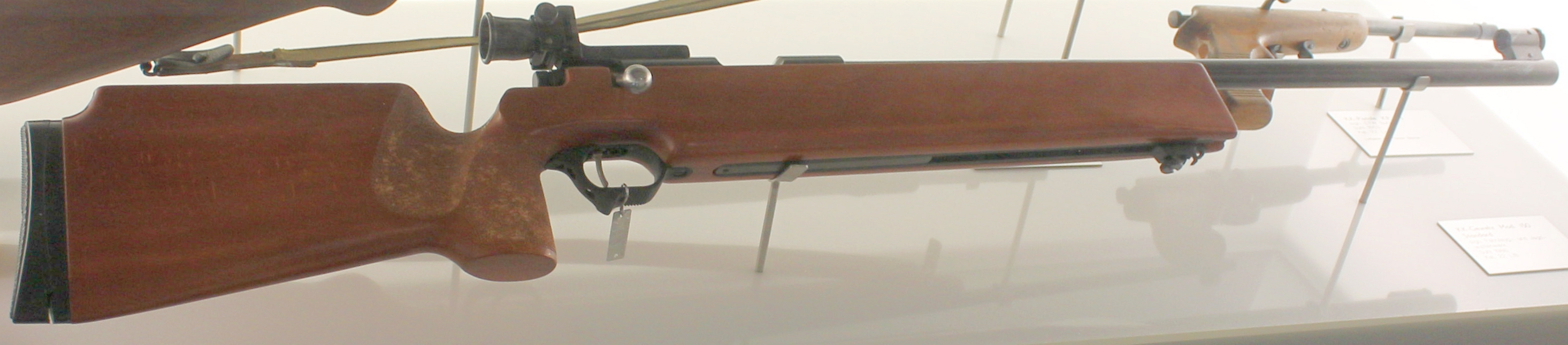
Kleinkaliber-Standardgewehr 150

SSG 82是以蘇爾150米小口徑標準步槍（德語：Kleinkaliber-Standardgewehr 150）作基礎研製，它具有一根冷錘式和自由浮動式的槍管，其槍托類似於其藍本槍，並設有固定的槍托貼腮片及具防滑紋的手槍握把，槍托板的高度和長度更是可調整的。
該槍的槍栓具有4個60°的鎖耳，其扳機力度為可調整的（由50到350千克力），用戶可透過操作位於槍身右側，扳機上方的裝置以進行調整。
SSG 82使用由蔡司·耶拿公司生產的4倍光學瞄準鏡，並透過蘇爾公司生產的快拆式瞄準鏡支架安裝。

## 採用
SSG 82曾經被史塔西的第22部門和第9勤務部隊，以及內務部的防暴警察單位和特種部隊所使用。另外，也有少量的SSG 82流入西方國家，其中以世紀國際武器把它們帶到美國出售。